# Dydiowa
Dydiowa (w latach 1977–1981 Zacisze) – nieistniejąca wieś w Polsce położona w województwie podkarpackim, w powiecie bieszczadzkim, w gminie Lutowiska na granicy polsko-ukraińskiej. Znajdowała się w Bieszczadach, w zakolu Sanu, niedaleko miejscowości Stuposiany.

## Historia
Do 1934 roku odrębna gmina jednostkowa, a w latach 1934–1945 gromada w zbiorowej gminie Tarnawa Niżna, należącej do powiatu turczańskiego w woj. lwowskim (do 1931 woj. stanisławowskie). W latach 1945–1951 w obrębie powiatu leskiego w woj. rzeszowskim, w 1952–1972 powiatu ustrzyckiego, a w 1972–1975 powiatu bieszczadzkiego w tymże województwie (1952–1954 i od 1973 w gminie Lutowiska (Szewczenko)). W latach 1975–1998 miejscowość administracyjnie należała do województwa krośnieńskiego.
W sierpniu 1944 nacjonaliści ukraińscy z OUN-UPA zamordowali tutaj 20 Polaków.
Główna zabudowa wsi stała po dzisiejszej ukraińskiej stronie granicy. Mieszkańcy prawobrzeżnej Dydiowej zostali wysiedleni w 1945 roku w rejon Sokala, części lewobrzeżnej w 1946 roku. Obecnie nie ma zabudowań, jedyne zabudowanie na terenach byłej wsi, czyli bacówka po polskiej stronie, zwana Dydiówką (adres: Dydiowa 1), spłonęła 4 sierpnia 2018 roku.
W 1945 mieszkańcy zakopali we wsi dzwon z miejscowej cerkwi, którego do dzisiaj nie udało się zlokalizować.

## Demografia
- 1921 Dydiową zamieszkiwały 904 osoby (w 152 domach mieszkalnych):
  - 812 wyznania greckokatolickiego
  - 76 wyznania mojżeszowego
  - 16 wyznania rzymskokatolickiego
  - 210 osób podczas spisu powszechnego podało narodowość polską (w tym prawie wszystkie osoby wyznania mojżeszowego)